# Klaus Bednarz

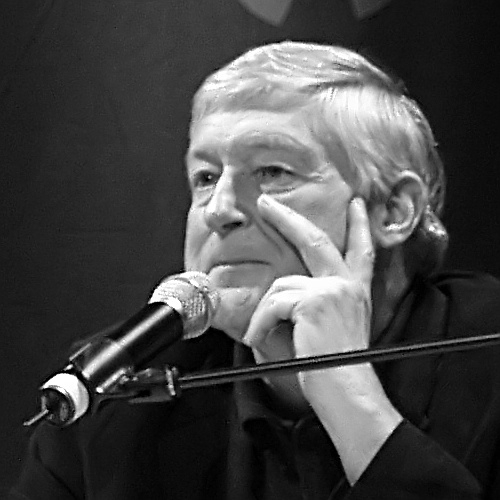
Klaus Bednarz

Klaus Bednarz (ur. 6 czerwca 1942 w Falkensee, zm. 14 kwietnia 2015 w Schwerin) – niemiecki dziennikarz, jedna z najbardziej znanych osobowości niemieckiej telewizji.
Rodzina Bednarza pochodziła z Mazur. On sam urodził się w Brandenburgii, a w roku 1955 wraz z rodzicami uciekł z NRD do Niemiec Zachodnich. Studiował dramaturgię, slawistykę oraz historię Europy Wschodniej w Hamburgu, Wiedniu i Moskwie. W 1966 r. doktoryzował się pracą na temat Czechowa.
Od 1967 r. pracował w telewizji. W latach 1971–1977 przebywał jako korespondent zagraniczny w Polsce, a następnie do roku 1982 w Związku Radzieckim. Tematy wschodnioeuropejskie zajmowały czołowe miejsce w jego publicystyce.
W latach 1982–1983 prezentował prestiżowy magazyn informacyjny Tagesthemen, a w latach 1983–2001 kierował redakcją magazynu politycznego Monitor. Od 2002 do 2007 roku był szefem reportażu oraz korespondentem specjalnym stacji WDR.
Napisał wiele książek na temat Polski i Rosji. Jest laureatem wielu nagród i wyróżnień dziennikarskich.